# 拉尼-托里尼站
拉尼-托里尼站，简称拉尼站，是法国的一个铁路车站，位于法国城市马恩河畔托里尼境内，靠近"马恩河畔拉尼"。该站属于法兰西岛第五收费区（Zone 5），仅停靠法兰西岛大区列车。

## 位置
拉尼-托里尼站位于马恩河畔托里尼市区的南部，巴黎－斯特拉斯堡铁路27.357公里处。车站大致呈东西走向，主站房位于铁路线南侧。东西两侧分别设有地下人行通道和人行天桥，可连接车站南北两侧以及各个站台。

## 站台设置
| 北↑ |      |        |                      |
| A道 |      |        | （莫城方向→）        |
|     | 岛式 |        |                      |
| B道 |      | 通过线 | →                    |
| C道 |      | 通过线 | ←                    |
|     | 岛式 |        |                      |
| D道 |      |        | （←巴黎方向） 主站房 |
| 南↓ |      |        |                      |

## 停靠线路
以下列车线路在拉尼-托里尼站停靠：
| 拉尼-托里尼站列车线路表（区域线路） |             |           |          |      |
| 起点                                | 上一站      | 线路      | 下一站   | 终点 |
| 巴黎东                              | 韦尔-托尔西 | [T] · [P] | 埃斯布利 | 莫城 |

## 配套交通

### 长途客车
拉尼-托里尼站附近暂无固定的长途客车线路。当铁路线施工或罢工时，SNCF可能会提供途径该线路沿途站点的大巴车，其车票可与SNCF的同线路车票通用。

### 市内交通
| 拉尼-托里尼站附近的市内公共交通线路        |                            | |
| 公交车站名称                               | 位置                       | 停靠线路及路线 |
| Gare de Lagny - Thorigny 拉尼-托里尼火车站 | 拉尼-托里尼站 （东侧）     | - 02：马恩河畔托里尼-拉尼-托里尼火车站 ↔ 塞里斯-城铁欧洲谷站 - 21：马恩河畔托里尼-拉尼-托里尼火车站 ↔ 托尔西-城铁托尔西站 - 23：马恩河畔托里尼-拉尼-托里尼火车站 ↔ 谢西-城铁马恩拉瓦莱站 - 25：马恩河畔托里尼-拉尼-托里尼火车站 ↔ 托尔西-城铁托尔西站 - 26：马恩河畔托里尼-拉尼-托里尼火车站 ↔ 比西圣乔治-城铁比西圣乔治站 - 29：马恩河畔托里尼-拉尼-托里尼火车站 ↔ 托尔西-城铁托尔西站 - 42：马恩河畔托里尼-拉尼-托里尼火车站 ↔ 塞里斯-城铁欧洲谷站 |
| Cornilliot SNCF 科尔尼利奥火车站           | 拉尼-托里尼站 （北侧靠北） | - 04：马恩河畔托里尼-科尔尼利奥火车站 ↔ 马恩河畔托里尼-庞加莱火车站 - 07：马恩河畔托里尼-庞加莱火车站 ↔ 蓬波讷-尚村 - 12：马恩河畔托里尼-科尔尼利奥火车站 ↔ 马恩河畔托里尼-庞加莱火车站 |
| Poincaré SNCF 庞加莱火车站                 | 拉尼-托里尼站 （北侧靠东） | - 04：马恩河畔托里尼-科尔尼利奥火车站 ↔ 马恩河畔托里尼-庞加莱火车站 - 07：马恩河畔托里尼-庞加莱火车站 ↔ 蓬波讷-尚村 - 12：马恩河畔托里尼-科尔尼利奥火车站 ↔ 马恩河畔托里尼-庞加莱火车站 - 15：马恩河畔托里尼-庞加莱火车站 ↔ 克莱-苏伊-市政府 |
| Poincaré SNCF 庞加莱火车站                 | 拉尼市区 （过河向南300米） | - 37：马恩河畔拉尼-福煦-圣母和平（环线，经圣蒂博德维涅境内）。 - 141：巴黎-火车东站 ↔ 莫城-火车站 |
| 1. 2. 3. 4.                                |                            | |

### 社会车辆
拉尼-托里尼站门口设有社会车辆停车场。

## 临近车站
| 拉尼-托里尼站（Gare de Lagny - Thorigny） |                      |                    |
| 上行车站                                  | 线路                 | 下行车站           |
| 韦尔-托尔西站 4.9km ←                     | 巴黎－斯特拉斯堡铁路 | 埃斯布利站 → 8.8km |
| - 本表仅显示运营中的线路及车站            |                      |                    |

## 未来
RER E计划向东延伸至莫城（Meaux）并停靠拉尼-托里尼站，但尚无具体方案。